# كاترين أوغوستا فرنسيس
كاترين أوغوستا فرنسيس (بالإنجليزية: Catherine Augusta Francis)‏ هي مُدرسة نيوزيلندية، ولدت في 16 سبتمبر 1836، وتوفيت في 19 أكتوبر 1916.